# Prang Song Phi Nong

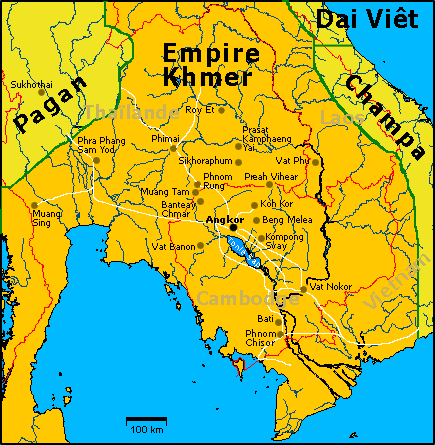
Principaux sites khmers

Le Prang Song Phi Nong (thaï : ปรางค์สองพี่น้อง) est un temple khmer situé en Thaïlande, dans le parc historique de Sri Thep (province de Phetchabun).
C'est un grand sanctuaire situé à l’intérieur du complexe de Si Thep. Il est de style khmer et date à peu près du XIIe siècle. Les villageois nomment la grande tour phi, c'est-à-dire grand frère ou grande sœur en Thaï, et la tour plus petite nong c'est-à-dire petit frère ou petite sœur, les deux tours reposant sur la même plateforme en latérite.
À l'extrémité d'une longue chaussée de latérite, la tour principale fait à peu près sept mètres de haut, est faite de brique sur une base en latérite et est orientée à l’ouest. Elle comporte une seule pièce carrée appelée garbhaghra, qui servait à abriter une sculpture sacrée. Les trois murs de cette pièce comportent des niches triangulaires qui pouvaient  servir à placer des chandelles ou des statues religieuses.
Au sud de la tour principale, on trouve une tour plus petite. À sa découverte, seule subsistait la base, mais la partie supérieure a été restaurée par le Département des Beaux Arts de Thaïlande ; on a remis en place un linteau umamahesavara, le seul linteau retrouvé complet à Si Thep.
En plus de ces deux tours, on trouve à proximité les ruines de quelques monuments plus petits. Lors de fouilles récentes, des éléments architecturaux ont été découverts, entre autres des linteaux et des piliers de pierre décorés datant du  XIIe siècle. L’un de ces linteaux représente Shiva. On a également découvert un lingam, un yoni et une représentation du taureau Nandin. Les archéologues en ont déduit qu’il s’agissait d’un sanctuaire hindouiste dédié à Shiva construit aux environs du  XIIe siècle. Cependant, le lingam, le yoni et le taureau Nandin étaient enfouis sous le bâtiment, ce qui semble indiquer la période de transition entre l’hindouisme et le bouddhisme Mahayana, pendant le règne de Jayavarman VII (1181-1217), souverain de l’empire khmer.

## Photographies

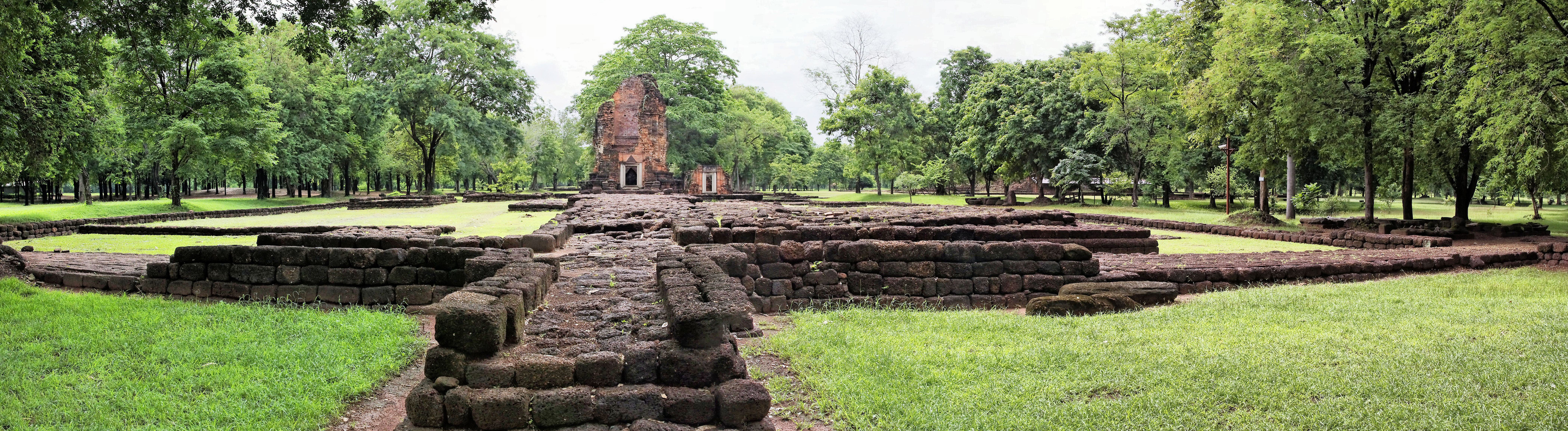
Vue d'ensemble montrant la longue allée de latérite, le mur d'enceinte et les deux tours sur leur plateforme unique
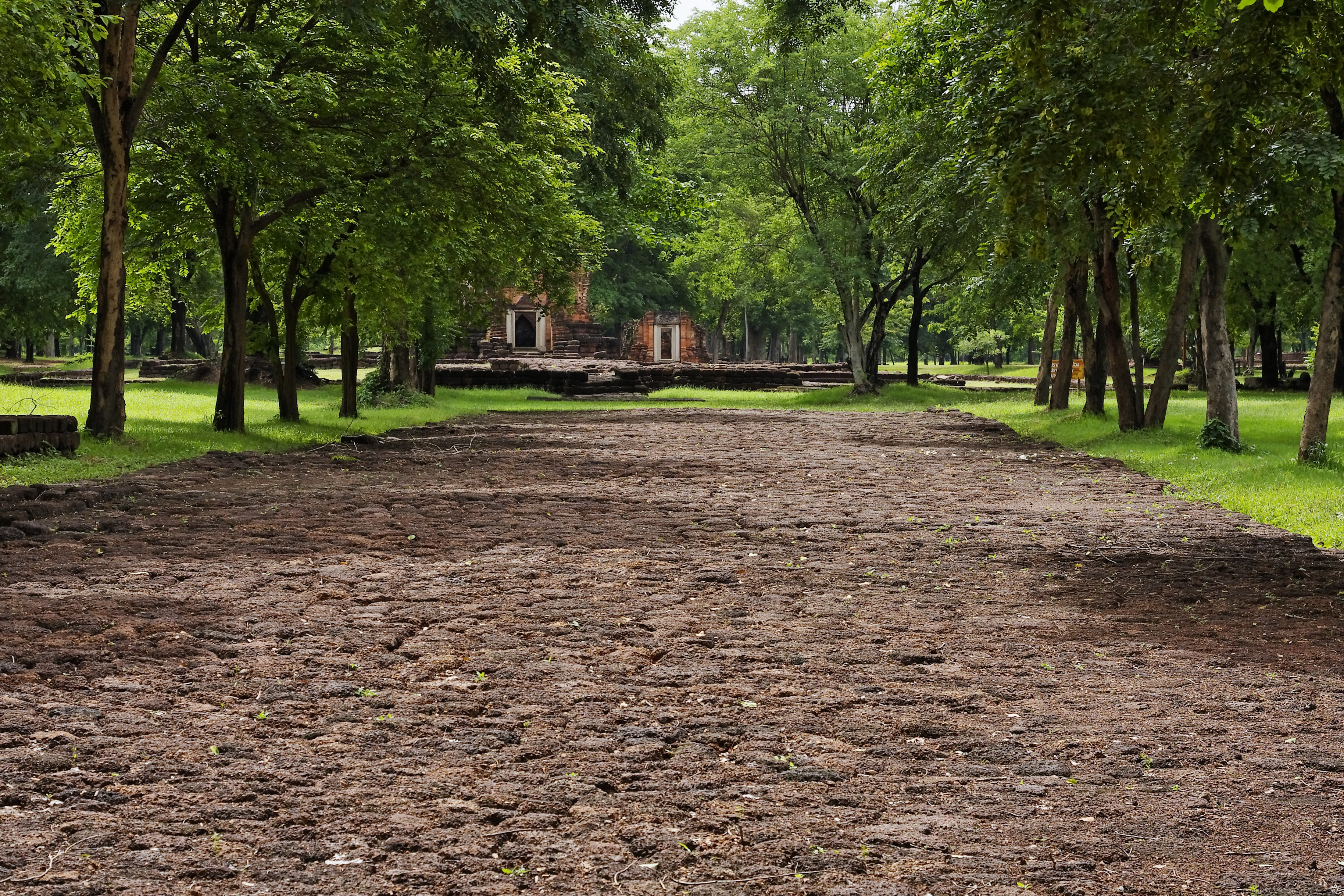
La grande allée menant au sanctuaire: on distingue au fond la grande (phi) et la petite (nong) tours.
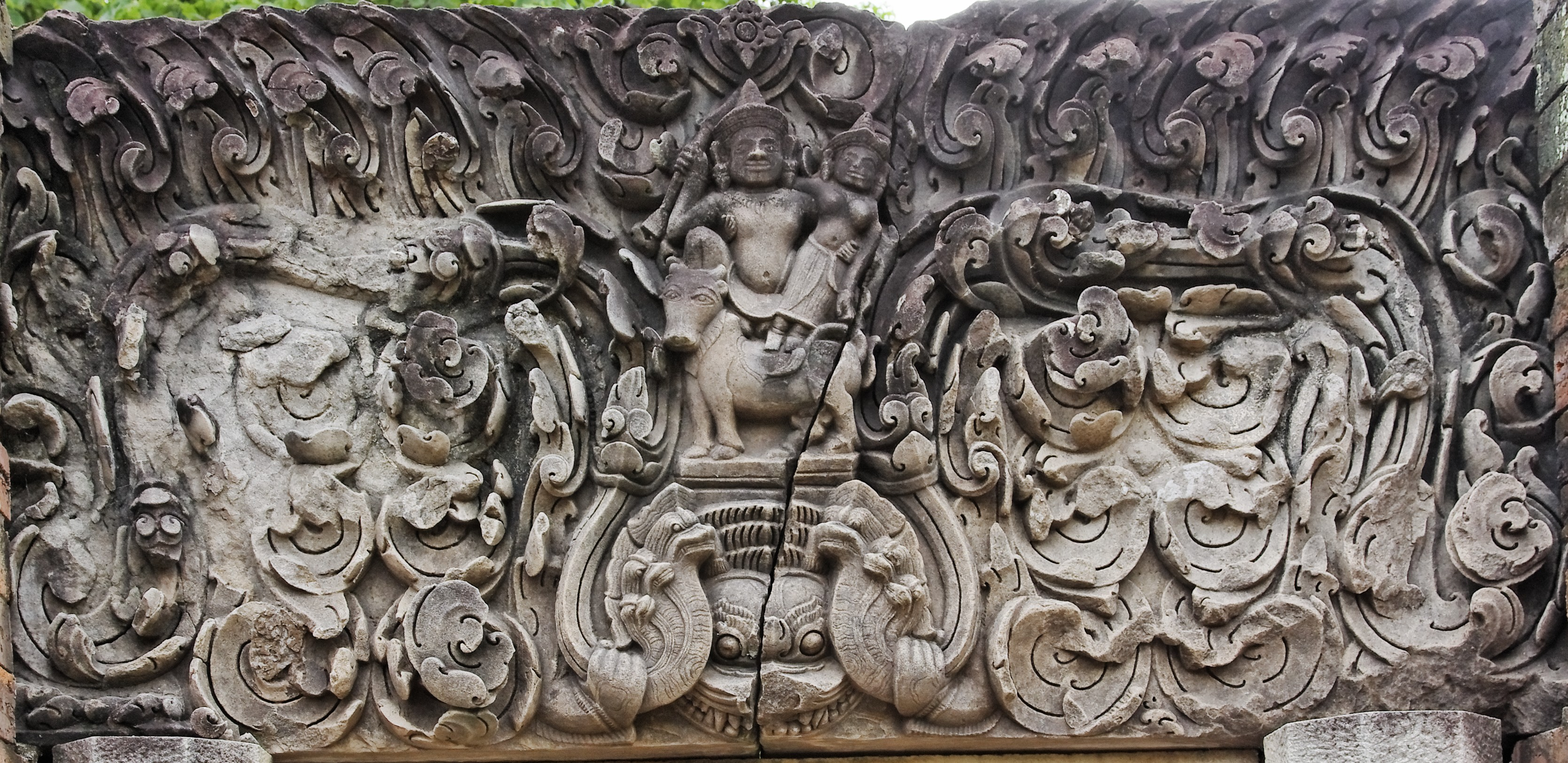
Linteau représentant Shiva et son épouse Uma sur le taureau Nandi; au registre inférieur, un kala crachant des guirlandes
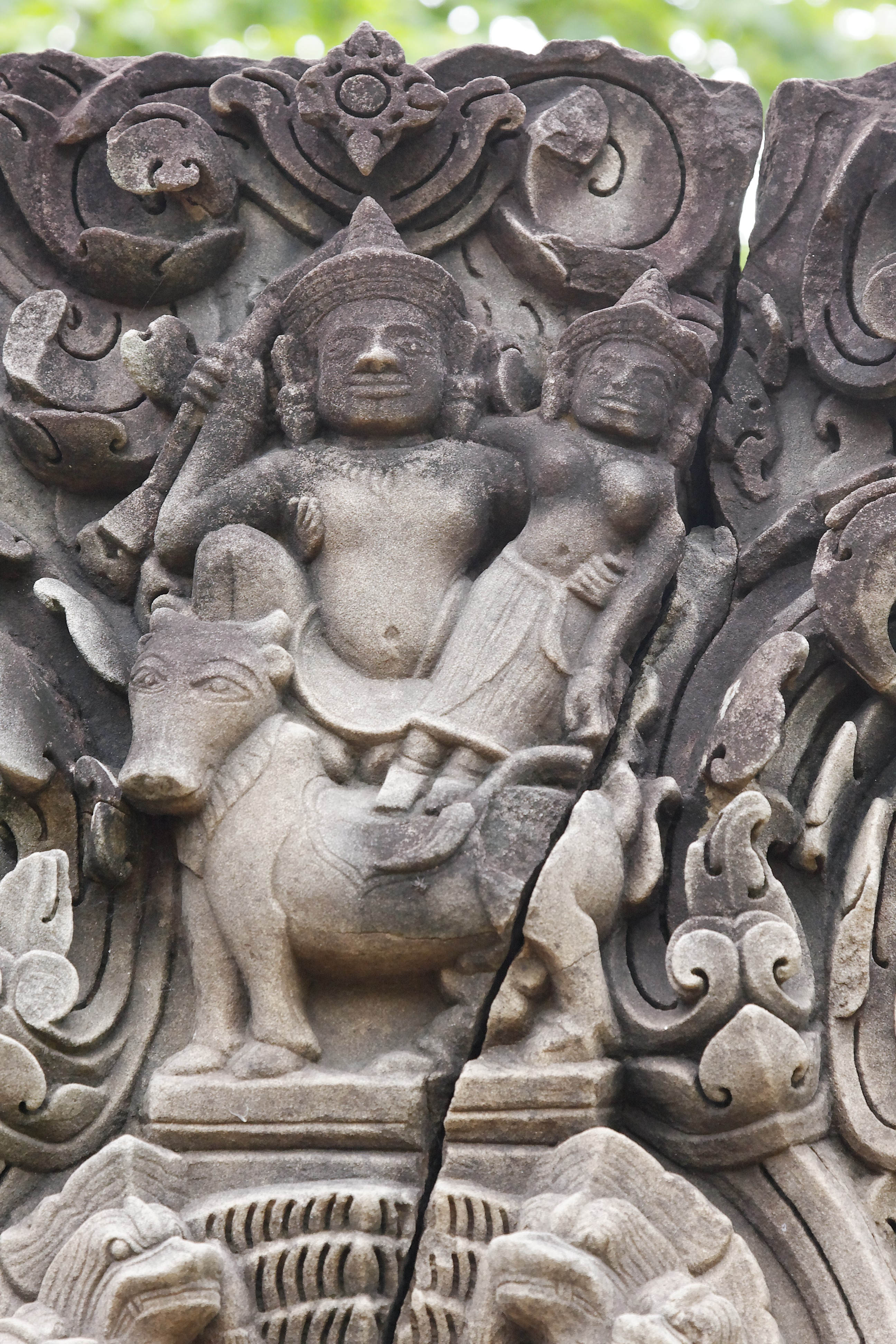
Détail du linteau: Shiva et son épouse Uma sur le taureau Nandi